# Маунт-Дора (Флорида)
Маунт-Дора (англ. Mount Dora) — місто (англ. city) в США, в окрузі Лейк штату Флорида. Населення — 16 341 особа (2020).

## Географія
Маунт-Дора розташований за координатами 28°48′48″ пн. ш. 81°38′0″ зх. д. / 28.81333° пн. ш. 81.63333° зх. д. (28.813349, -81.633411).  За даними Бюро перепису населення США в 2010 році місто мало площу 24,21 км², з яких 20,78 км² — суходіл та 3,43 км² — водойми.

## Демографія
Згідно з переписом 2010 року, у місті мешкало 12 370 осіб у 5585 домогосподарствах у складі 3305 родин. Густота населення становила 511 осіб/км².  Було 6942 помешкання (287/км²).
Расовий склад населення:
| - 77,5 % — білих - 15,6 % — чорних або афроамериканців - 1,8 % — азіатів - 0,4 % — корінних американців - 0,1 % — вихідців з тихоокеанських островів - 2,7 % — осіб інших рас |

До двох чи більше рас належало 1,8 %. Частка іспаномовних становила 11,7 % від усіх жителів.
За віковим діапазоном населення розподілялося таким чином: 18,6 % — особи молодші 18 років, 54,6 % — особи у віці 18—64 років, 26,8 % — особи у віці 65 років та старші. Медіана віку мешканця становила 47,9 року. На 100 осіб жіночої статі у місті припадало 85,4 чоловіків;  на 100 жінок у віці від 18 років та старших — 81,6 чоловіків також старших 18 років.
Середній дохід на одне домашнє господарство  становив 64 086 доларів США (медіана — 47 813), а середній дохід на одну сім'ю — 78 634 долари (медіана — 58 048). Медіана доходів становила 46 031 долар для чоловіків та 30 598 доларів для жінок. За межею бідності перебувало 12,9 % осіб, у тому числі 20,6 % дітей у віці до 18 років та 9,4 % осіб у віці 65 років та старших.
Цивільне працевлаштоване населення становило 5373 особи. Основні галузі зайнятості: освіта, охорона здоров'я та соціальна допомога — 24,1 %, роздрібна торгівля — 18,6 %, мистецтво, розваги та відпочинок — 13,5 %, науковці, спеціалісти, менеджери — 8,6 %.